# Ladislava Bakanic
Ladislava Aloisie Bakanic (* 3. Mai 1924 in New York City als Ladislava Aloisie Hniz; † 26. Februar 2021 in White Plains, New York) war eine US-amerikanische Turnerin.

## Biografie
Ladislava Bakanic kam 1924 in New York City zur Welt. Ihre Eltern Charles und Sophie Hniz stammten aus der Tschechoslowakei und besaßen eine Schneiderei in New York City. Sie besuchte das Hunter College und arbeitete für die New York Central Railroad und IBM Armonk. Am 16. Juni 1945 heiratete sie George Bakanic junior und nahm dessen Nachnamen an.
Ihr Vater Charles war Turnlehrer und Präsident des Sokol. Er trainierte seine Tochter bereits in jungen Jahren. 1937 gewann Ladislava bereits die Juniorenmeisterschaften des Sokol. Bei den Olympischen Spielen 1948 in London startete sie im Mannschaftsmehrkampf mit dem US-amerikanischen Team und konnte mit diesem die Bronzemedaille gewinnen.